# Eleccions municipals de València de 1995
Les eleccions municipals de València de 1995 es van celebrar el diumenge 28 de maig de 1995 dins del marc de les eleccions municipals espanyoles de 1995 per triar els 33 regidors que compondrien el ple del Consell Municipal de València. Per primera vegada i fins a l'any 2015, el Partit Popular encapçalat per l'alcaldessa Rita Barberà va aconseguir majoria absoluta amb un 49% dels vots.

## Sistema electoral
El Consell Municipal de València és l'organisme de primer ordre de govern del municipi de València i està compost per l'Alcalde, el govern municipal i la resta de regidors electes. Les eleccions municipals es realitzen per sufragi universal, que permet votar a tots els ciutadans de més de 18 anys, empadronats al municipi de València i que tenen l'absolut manteniment dels seus drets civils i polítics.
Els regidors són triats per la Regla D'Hondt en llistes electorals tancades i per representació proporcional amb una tanca electoral del 5 percent dels vots, inclosos les paperetes en blanc. Els partits que no aconseguisquen el 5 percent dels vots no obtindran representació a la cambra municipal.
L'Alcalde es triat pels regidors electes. Segons la llei electoral, si no hi haguera una majoria clara per investir l'alcalde, s'investiria el candidat de la candidatura més votada.
La llei electoral preveu que els partits, coalicions, federacions i agrupacions d'electors puguen presentar llistes amb els seus candidats. Les Agrupacions d'Electors hauran de presentar les signatures d'un 0,1 percent dels electors empadronats al municipi durant els mesos previs a les eleccions. Els electors poden firmar en més d'una de les llistes de cada candidatura. Actualment, els partits i coalicions que volen presentar-se a les eleccions ho han de comunicar a les autoritats competents (Junta Electoral) en un termini de 10 dies des de l'anunci de convocatòria d'eleccions.

## Candidatures
| Candidatura | Candidatura                                            | Cap de llista               |
| ----------- | ------------------------------------------------------ | --------------------------- |
|             | PSPV-PSOE                                              | Aurelio Martínez Estévez    |
|             | Partit Popular (PP)                                    | Rita Barberà i Nolla        |
|             | Unió Valenciana-Independents-Centristes (UV-FICVA-CCA) | Juan Vicente Jurado Soriano |
|             | Esquerra Unida-Els Verds (EU-EV)                       | Manuel Moret Gómez          |

## Resultats
|              |                                             |         |       |        |     |
| Partit       | Partit                                      | Vots    | %     | Escons | +/– |
|              | Partit Popular de la Comunitat Valenciana   | 223.963 | 49    | 17     | +8  |
|              | Partit Socialista del País Valencià-PSOE    | 110.071 | 24,08 | 8      | -5  |
|              | Esquerra Unida-Els Verds                    | 67.532  | 14,78 | 5      | +2  |
|              | Unió Valenciana-Independents-Centristes     | 41.019  | 8,97  | 3      | -5  |
|              | Unitat del Poble Valencià-Bloc Nacionalista | 4.290   | 0,94  | 0      | 0   |
|              | Centre Democràtic i Social                  | 1.645   | 0,36  | 0      | 0   |
|              | Renovació Valencianista                     | 1,117   | 0,24  | 0      | Nou |
|              | Partit Republicà Autonomista                | 618     | 0,14  | 0      | Nou |
|              | Esquerra Nacionalista Valenciana            | 481     | 0,11  | 0      | Nou |
|              | Plataforma d'Independents d'Espanya         | 391     | 0,09  | 0      | Nou |
|              | Plataforma Humanista                        | 346     | 0,08  | 0      | Nou |
|              | Lliga Autònoma Espanyola                    | 221     | 0,05  | 0      | Nou |
| Total        | Total                                       | 457.065 |       | 33     | 0   |
|              |                                             |         |       |        |     |
| Vots vàlids  | Vots vàlids                                 | 457.065 | 99,65 |        |     |
| Vots nuls    | Vots nuls                                   | 1.584   | 0,35  |        |     |
| Participació | Participació                                | 458.649 | 73,06 |        |     |
| Cens         | Cens                                        | 627.784 |       |        |     |
| Font:        |                                             |         |       |        |     |